# Parfait Bizoza
Parfait Bizoza (Skodje, 3 marzo 1999) è un calciatore burundese, centrocampista dell'Haugesund.

## Biografia
Bizoza è nato in un campo profughi norvegese, a Skodje, dopo che i genitori sono fuggiti dal Burundi nel 1993, a causa della guerra civile tra National Liberation Forces (FNL) e Forces for the Defense of Democracy (FDD).

## Carriera

### Club
Bizoza ha iniziato a giocare a calcio, a livello giovanile, con lo Skodje. Successivamente è passato al Ravn, notato da Jan Petter Hagen, che ha in seguito ritrovato all'Aalesund come presidente del consiglio di amministrazione. Ha giocato anche per il Ravn/Norborg, per poi entrare nelle giovanili dell'Aalesund.
Nel 2017, Bizoza ha lasciato l'Aalesund per trasferirsi all'Herd. Il 29 aprile dello stesso anno ha esordito in 3. divisjon, in occasione della sconfitta per 4-1 subita sul campo del Brann 2. Il 1º luglio 2017 ha realizzato la prima rete, nella vittoria per 0-2 in casa dello Spjelkavik.
Il 4 gennaio 2019, Bizoza è stato ingaggiato dal Raufoss, compagine militante in 1. divisjon. Il 31 marzo ha esordito in squadra, subentrando a Ryan Doghman nella vittoria per 1-2 arrivata in casa del Nest-Sotra. Il 29 giugno 2019 ha realizzato il primo gol, nel successo per 1-2 sul campo dell'HamKam.
Il 20 febbraio 2020, l'Aalesund ha reso noto che Bizoza si sarebbe aggregato al resto della squadra per sostenere un provino, nell'ottica di valutarne l'ingaggio. Il 2 marzo ha firmato un accordo triennale con l'Aalesund, scegliendo di vestire la maglia numero 20.
Il 1º luglio 2020 ha esordito in Eliteserien, schierato titolare nella sconfitta casalinga per 1-3 subita contro il Mjøndalen. Il 25 luglio è arrivato il primo gol, nella partita persa per 3-2 contro l'Odd.
Il 15 febbraio 2021, l'Aalesund ha annunciato d'aver trovato un accordo per il trasferimento di Bizoza ad un club straniero, senza rivelare di quale si trattasse, soggetto ad un accordo tra il giocatore e la nuova squadra, oltre al buon esito delle visite mediche di rito. Il 19 febbraio, i russi dell'Ufa hanno ufficializzato l'ingaggio di Bizoza, che ha firmato un contratto valido per i successivi tre anni e mezzo con il nuovo club.

### Nazionale
Il 5 ottobre 2019, è stato reso noto che Bizoza avrebbe incontrato i vertici della federazione burundese, in vista di una possibile convocazione in nazionale nel mese di novembre. Il 13 novembre è stato convocato in vista delle partite da disputarsi contro la Repubblica Centrafricana ed il Marocco.

## Statistiche

### Presenze e reti nei club
Statistiche aggiornate al 17 luglio 2024.
| Stagione          | Squadra           | Campionato        | Campionato | Campionato | Coppe nazionali | Coppe nazionali | Coppe nazionali | Coppe continentali | Coppe continentali | Coppe continentali | Altre coppe | Altre coppe | Altre coppe | Totale | Totale | Totale |
| Stagione          | Squadra           | Comp              | Pres       | Reti       | Comp            | Pres            | Reti            | Comp               | Pres               | Reti               | Comp        | Pres        | Reti        | Pres   | Reti   |        |
| ----------------- | ----------------- | ----------------- | ---------- | ---------- | --------------- | --------------- | --------------- | ------------------ | ------------------ | ------------------ | ----------- | ----------- | ----------- | ------ | ------ | ------ |
| 2017              | Herd              | 3D                | 22         | 2          | CN              | 0               | 0               | -                  | -                  | -                  | -           | -           | -           | 22     | 2      |        |
| 2018              | Herd              | 3D                | 24         | 13         | CN              | 1               | 0               | -                  | -                  | -                  | -           | -           | -           | 25     | 13     |        |
| Totale Herd       | Totale Herd       | Totale Herd       | 46         | 15         |                 | 1               | 0               |                    | -                  | -                  |             | -           | -           | 47     | 15     |        |
| 2019              | Raufoss           | 1D                | 27         | 3          | CN              | 2               | 1               | -                  | -                  | -                  | -           | -           | -           | 29     | 4      |        |
| 2020              | Aalesund          | ES                | 23         | 2          | -               | -               | -               | -                  | -                  | -                  | -           | -           | -           | 23     | 2      |        |
| feb.-giu. 2021    | Ufa               | PL                | 7          | 0          | CR              | 2               | 0               | -                  | -                  | -                  | -           | -           | -           | 9      | 0      |        |
| lug.-ago. 2021    | Ufa               | PL                | 2          | 0          | CR              | -               | -               | -                  | -                  | -                  | -           | -           | -           | 2      | 0      |        |
| Totale Ufa        | Totale Ufa        | Totale Ufa        | 9          | 0          |                 | 2               | 0               |                    |                    |                    |             |             |             | 11     | 0      |        |
| ago. 2021-2022    | Vendsyssel        | 1D                | 21         | 2          | CD              | 1               | 0               | -                  | -                  | -                  | -           | -           | -           | 22     | 2      |        |
| 2022-gen. 2023    | Vendsyssel        | 1D                | 17         | 2          | CD              | 3               | 0               | -                  | -                  | -                  | -           | -           | -           | 20     | 2      |        |
| Totale Vendsyssel | Totale Vendsyssel | Totale Vendsyssel | 38         | 4          |                 | 4               | 0               |                    | -                  | -                  |             | -           | -           | 42     | 4      |        |
| gen.-giu. 2023    | Lyngby            | SL                | 8          | 0          | CD              | -               | -               | -                  | -                  | -                  | -           | -           | -           | 8      | 0      |        |
| 2023-2024         | Lyngby            | SL                | 3          | 0          | CD              | 3               | 0               | -                  | -                  | -                  | -           | -           | -           | 6      | 0      |        |
| Totale Lyngby     | Totale Lyngby     | Totale Lyngby     | 11         | 0          |                 | 3               | 0               |                    | -                  | -                  |             | -           | -           | 14     | 0      |        |
| lug.-dic. 2024    | Haugesund         | ES                | 0          | 0          | CN              | -               | -               | -                  | -                  | -                  | -           | -           | -           | 0      | 0      |        |
| Totale carriera   | Totale carriera   | Totale carriera   | 154        | 24         |                 | 12              | 1               |                    | -                  | -                  |             | -           | -           | 166    | 25     |        |

### Cronologia presenze e reti in nazionale
| Cronologia completa delle presenze e delle reti in nazionale ― Burundi | Cronologia completa delle presenze e delle reti in nazionale ― Burundi | Cronologia completa delle presenze e delle reti in nazionale ― Burundi | Cronologia completa delle presenze e delle reti in nazionale ― Burundi | Cronologia completa delle presenze e delle reti in nazionale ― Burundi | Cronologia completa delle presenze e delle reti in nazionale ― Burundi | Cronologia completa delle presenze e delle reti in nazionale ― Burundi | Cronologia completa delle presenze e delle reti in nazionale ― Burundi |
| Data                                                                   | Città                                                                  | In casa                                                                | Risultato                                                              | Ospiti                                                                 | Competizione                                                           | Reti                                                                   | Note                                                                   |
| ---------------------------------------------------------------------- | ---------------------------------------------------------------------- | ---------------------------------------------------------------------- | ---------------------------------------------------------------------- | ---------------------------------------------------------------------- | ---------------------------------------------------------------------- | ---------------------------------------------------------------------- | ---------------------------------------------------------------------- |
| 21-3-2025                                                              | Meknès                                                                 | Burundi                                                                | 0 – 1                                                                  | Costa d'Avorio                                                         | Qual. Mondiali 2026                                                    | -                                                                      | 85’                                                                    |
| 25-3-2025                                                              | Meknès                                                                 | Burundi                                                                | 5 – 0                                                                  | Seychelles                                                             | Qual. Mondiali 2026                                                    | -                                                                      | 62’                                                                    |
| Totale                                                                 |                                                                        | Presenze                                                               | 2                                                                      |                                                                        | Reti                                                                   | 0                                                                      |                                                                        |